# Грецька діаспора

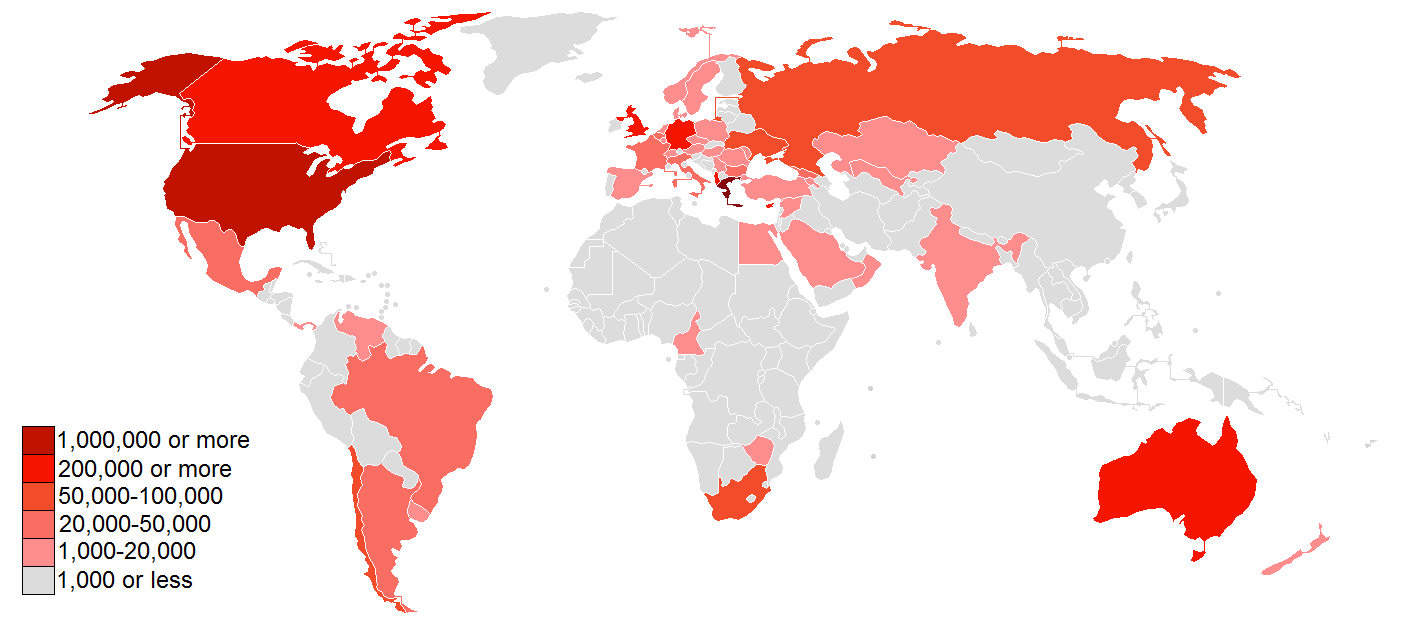
Карта із зазначенням країн з найбільшою кількістю грецького населення у всьому світі.

Грецька діаспора — це термін, використовуваний для позначення національної спільноти греків поза межами традиційної грецької батьківщині, але найчастіше в Південно-Східній Європі і Малій Азії. Членами діаспори можуть бути визначені як ті, хто сам або чиї предки, мігрували з грецьких земель.
Основне світове об'єднання грецької діаспори — Рада греків зарубіжжя (САЕ), створена 1995 року указом Президента Грецької Республіки як дорадчий і референтський орган з питань омогенії (також в Салоніках діє Культурний фонд греків діаспори). Координатор Периферії країн колишнього СРСР САЕ, до складу якої входить зокрема Україна, — Іван Саввіді. Справами греків безпосередньо в Україні опікується Федерація грецьких товариств України, очолювана Олександрою Проценко-Пічаджі. Базується Федерація в Маріуполі, центрі приазовського еллінізму.

## Демографія
Таблиця показує чисельність греків поза межами своєї батьківщини.
| №   | Країна                           | Столиця           | Чисельність греків                                                                 | Основна стаття                         |
| --- | -------------------------------- | ----------------- | ---------------------------------------------------------------------------------- | -------------------------------------- |
| 1   | США                              | Вашингтон         | 1,153,307 — 1,350,600 (2008) / 3,000,000                                           | Греки в США                            |
| 2   | Кіпр                             | Нікосія           | 635,914 (перепис 2001) — 689,471                                                   | Греки-кіпріоти                         |
| 3   | Велика Британія                  | Лондон            | 500,000                                                                            | Греки у Великій Британії               |
| 4   | Австралія                        | Канберра          | 365,150 (перепис 2006) — 700,000                                                   | Греки в Австралії                      |
| 5   | Німеччина                        | Берлін            | 294,891 (громадяни Греції) — 320,000 — 370,000                                     | Греки в Німеччині                      |
| 6   | Канада                           | Оттава            | 215,105 (перепис 2001) — 450,000                                                   | Грекоканадці                           |
| 7   | Албанія                          | Тирана            | 300,000                                                                            | Греки в Албанії                        |
| 8   | Чилі                             | Сантьяго          | 1,500 — 91,000-120,000                                                             | Греки в Чилі                           |
| 9   | ПАР                              | Преторія          | 50,000-60,000 — 120,000 — див. також [Архівовано 17 липня 2006 у Wayback Machine.] | Греки в ПАР                            |
| 10  | Росія                            | Москва            | 97,827 (перепис 2002)                                                              | Греки в Росії                          |
| 11  | Україна                          | Київ              | 91,500 (перепис 2001)                                                              | Греки в Україні, Греки Приазов'я       |
| 12  | Бразилія                         | Бразиліа          | 25,000 — 30,000 (est.) 50,000 в Сан-Пауло                                          | Греки в Бразилії                       |
| 13  | Франція                          | Париж             | 35,000                                                                             | Греки в Франції                        |
| 14  | Аргентина                        | Буенос-Айрес      | 25,000 — 30,000                                                                    | Греки в Аргентині                      |
| 15  | Італія                           | Рим               | 20,000 — 30,000                                                                    | Греки в Італії                         |
| 16  | Мексика                          | Мехіко            | 25,000                                                                             | Греки в Мексиці                        |
| 17  | Бельгія                          | Брюссель          | 15,742 (2007) — 26,474                                                             | Греки в Бельгії                        |
| 18  | Грузія                           | Тбілісі           | 15,166 (перепис 2002)                                                              | Греки в Грузії                         |
| 19  | Сербія                           | Белград           | 15,000                                                                             | Греки в Сербії                         |
| 20  | Казахстан                        | Астана            | 12,703 (перепис 1999)                                                              | Греки в Казахстані                     |
| 21  | Швеція                           | Стокгольм         | 12,000 — 15,000                                                                    | Греки в Швеції                         |
| 22  | Узбекистан                       | Ташкент           | 9,500                                                                              | Греки в Узбекистані                    |
| 23  | Швейцарія                        | Берн              | 8,340 — 11,000                                                                     | Греки в Швейцарії                      |
| 24  | Румунія                          | Бухарест          | 6,513 (перепис 2002)                                                               | Греки в Румунії                        |
| 25  | Австрія                          | Відень            | 5,000                                                                              | Греки в Австрії                        |
| 26  | Нова Зеландія                    | Веллінгтон        | 4,500 — 10,000                                                                     | Греки в Новій Зеландії                 |
| 27  | Нідерланди                       | Амстердам         | 4,000 — 12,500                                                                     | Греки в Нідерландах                    |
| 28  | Єгипет                           | Каїр              | 3,000 — 0.1% населення Єгипту — 5,000                                              | Греки в Єгипті                         |
| 29  | Болгарія                         | Софія             | 3,408 (перепис 2001) — 28,500                                                      | Греки в Болгарії                       |
| 30  | Чехія                            | Прага             | 3,231 (перепис 2001) — 7,000                                                       | Греки в Чехії                          |
| 31  | Молдова                          | Кишинів           | 3,000                                                                              | Греки в Молдові                        |
| 32  | Угорщина                         | Будапешт          | 2,509 (перепис 2001) — 6,000                                                       | Греки в Угорщині                       |
| 33  | Туреччина                        | Анкара            | 2,500                                                                              | Греки в Туреччині                      |
| 34  | Боснія і Герцеговина             | Сараєво           | 1,900                                                                              | Греки в Боснії і Герцоговині           |
| 35  | Норвегія                         | Осло              | 1,671                                                                              | Греки в Норвегії                       |
| 36  | Ліван                            | Бейрут            | 1,500-2,500                                                                        | Греки в Лівані                         |
| 37  | Оман                             | Маскат            | 1,500                                                                              | Греки в Омані                          |
| 38  | Польща                           | Варшава           | 1,404 (перепис 2002)                                                               | Греки в Польщі                         |
| 39  | Саудівська Аравія                | Ер-Ріяд           | 1,300                                                                              | Греки в Саудівській Аравії             |
| 40  | Люксембург                       | Люксембург        | 1,571 (01/07/2009)                                                                 | Греки в Люксембурзі                    |
| 41  | Камерун                          | Яунде             | 1,200                                                                              | Греки в Камеруні                       |
| 42  | Вірменія                         | Єреван            | 1,176 (перепис 2002)                                                               | Греки у Вірменії                       |
| 43  | Венесуела                        | Каракас           | 1,148                                                                              | Греки у Венесуелі                      |
| 44  | Зімбабве                         | Хараре            | 1,100                                                                              | Греки в Зімбабве                       |
| 45  | Уругвай                          | Монтевідео        | 1,000 — 2,000                                                                      | Греки в Уругваї                        |
| 46  | Сирія                            | Дамаск            | 1,000                                                                              | Греки в Сирії                          |
| 47  | Панама                           | Панама (місто)    | 800 — 1,000                                                                        | Греки в Панамі                         |
| 48  | Замбія                           | Лусака            | 800                                                                                | Греки в Замбії                         |
| 49  | Киргизстан                       | Бішкек            | 650 — 700                                                                          | Греки в Киргизстані                    |
| 50  | Данія                            | Копенгаген        | 500 — 1,000                                                                        | Греки в Данії                          |
| 51  | Фінляндія                        | Гельсінкі         | 500                                                                                |                                        |
| 52  | Ефіопія                          | Аддис-Абеба       | 500                                                                                | Греки в Ефіопії                        |
| 53  | Уганда                           | Кампала           | 436                                                                                | Греки в Уганді                         |
| 54  | Північна Македонія               | Скоп'є            | 422 (перепис 2002)                                                                 | Греки в Республіці Македонія           |
| 55  | Йорданія                         | Амман             | 400 — 600                                                                          | Греки в Йорданії                       |
| 56  | Республіка Конго                 | Кіншаса           | 300                                                                                | Греки у Демократичній Республіці Конго |
| 57  | Іспанія                          | Мадрид            | 300 — 1,500 — 2,000                                                                |                                        |
| 58  | Багамські Острови                | Нассау            | 300                                                                                |                                        |
| 59  | Нігерія                          | Абуджа            | 300                                                                                |                                        |
| 60  | Танзанія                         | Додома            | 300                                                                                |                                        |
| 61  | Барбадос                         | Бриджтаун         | 300                                                                                |                                        |
| 62  | Гамбія                           | Банжул            | 300                                                                                |                                        |
| 63  | Коста-Рика                       | Сан-Хосе          | 290 ; 80 (est.)                                                                    |                                        |
| 64  | Ізраїль                          | Єрусалим          | 250 — 300                                                                          |                                        |
| 65  | Судан                            | Хартум            | 250                                                                                |                                        |
| 66  | Азербайджан                      | Баку              | 250 — 300                                                                          |                                        |
| 67  | Латвія                           | Вільнюс           | 250                                                                                |                                        |
| 68  | Малаві                           | Лілонгве          | 200                                                                                |                                        |
| 69  | Колумбія                         | Богота            | 200                                                                                |                                        |
| 70  | Ірландія                         | Дублін            | 200 — див. також [Архівовано 17 липня 2006 у Wayback Machine.]                     |                                        |
| 71  | Кенія                            | Найробі           | 200                                                                                |                                        |
| 72  | ОАЕ                              | Абу-Дабі          | 200                                                                                |                                        |
| 73  | Марокко                          | Рабат             | 180                                                                                |                                        |
| 74  | Перу                             | Ліма              | -                                                                                  |                                        |
| 75  | Португалія                       | Лісабон           | 150 — 240 (est.)                                                                   |                                        |
| 76  | Ботсвана                         | Габороне          | 150                                                                                |                                        |
| 77  | Джибуті                          | Джибуті (місто)   | 150                                                                                |                                        |
| 78  | Естонія                          | Таллінн           | 150                                                                                |                                        |
| 79  | Гонконг                          | -                 | 150                                                                                |                                        |
| 80  | Кувейт                           | Ель-Кувейт        | 140                                                                                |                                        |
| 81  | Латвія                           | Рига              | 100                                                                                |                                        |
| 82  | Японія                           | Токіо             | 100 — 300 (est.)                                                                   |                                        |
| 83  | Болівія                          | Ла-Пас            | 100                                                                                |                                        |
| 84  | КНР                              | Пекін             | 100                                                                                |                                        |
| 85  | Філіппіни                        | Маніла            | 100                                                                                |                                        |
| 86  | Індонезія                        | Джакарта          | 72                                                                                 |                                        |
| 87  | Папуа Нова Гвінея                | Порт-Морсбі       | 70                                                                                 |                                        |
| 88  | Іран                             | Тегеран           | 60 — 80                                                                            |                                        |
| 89  | Кот-д'Івуар                      | Ямусукро          | 60                                                                                 |                                        |
| 90  | Мадагаскар                       | Антананаріву      | 60                                                                                 |                                        |
| 91  | Словенія                         | Любляна           | 54 (перепис 2002)                                                                  |                                        |
| 92  | Хорватія                         | Загреб            | 50                                                                                 |                                        |
| 93  | Туніс                            | Туніс (місто)     | 50                                                                                 |                                        |
| 94  | Сенегал                          | Дакар             | 50                                                                                 |                                        |
| 95  | Таїланд                          | Бангкок           | 50                                                                                 |                                        |
| 96  | Центральноафриканська Республіка | Бангі             | 40                                                                                 |                                        |
| 97  | Катар                            | Доха              | 40                                                                                 |                                        |
| 98  | Сінгапур                         | -                 | 40                                                                                 |                                        |
| 99  | Мальта                           | Валетта           | 35 — 40                                                                            |                                        |
| 100 | Куба                             | Гавана            | 30                                                                                 |                                        |
| 101 | Алжир                            | Алжир (місто)     | 30                                                                                 |                                        |
| 102 | Еритрея                          | Асмара            | 30                                                                                 |                                        |
| 103 | Словаччина                       | Братислава        | 100                                                                                |                                        |
| 104 | Парагвай                         | Асунсьйон         | 20 — 25                                                                            |                                        |
| 105 | Чад                              | Нджамена          | 20                                                                                 |                                        |
| 106 | Еквадор                          | Кіто              | 20                                                                                 |                                        |
| 107 | Гватемала                        | Гватемала (місто) | 20                                                                                 |                                        |
| 108 | Мозамбік                         | Мапуту            | 20                                                                                 |                                        |
| 109 | Намібія                          | Віндгук           | 20                                                                                 |                                        |
| 110 | Того                             | Ломе              | 20                                                                                 |                                        |
| 111 | Тайвань                          | Тайбей            | 20                                                                                 |                                        |
| 112 | Республіка Конго                 | Браззавіль        | 10                                                                                 |                                        |
| 113 | Білорусь                         | Мінськ            | невідомо — для отримання додаткової інформації див.                                |                                        |
| 114 | Домініканська Республіка         | Санто-Домінго     | 14                                                                                 |                                        |
| 115 | В'єтнам                          | Ханой             | 10                                                                                 |                                        |